# Saint-Julien-d'Armagnac
Saint-Julien-d'Armagnac è un comune francese di 120 abitanti situato nel dipartimento delle Landes nella regione della Nuova Aquitania.

## Società

### Evoluzione demografica
Abitanti censiti